# Sanna Sundqvist
Sanna Eleonora Sundqvist (født 13. juli 1983) er en svensk skuespillerinde. Hun dimitterede fra Teaterhögskolan i Stockholm i 2010 og har haft roller på både Dramaten og Stockholms stadsteater.
Sundqvist har to gange været nomineret til en Guldbagge for bedste kvindelige hovedrolle i henholdsvis 2020 og 2024.

## Udvalgt filmografi
- Tør aldrig tårer bort uden handsker (tv-serie, 2012)
- Den perfekte familie (tv-serie, 2016)
- Bonusfamilien (tv-serie, 2017-2019)
- Sthlm Requiem (tv-serie, 2018)
- Lykkeligere kan ingen være (2018)
- Andet gennemløb (tv-serie, 2018-2019)
- Ring til mor! (2019)
- Psykose i Stockholm (2020)
- Sune – Mission Midsommer (2021)
- Vi i villa (tv-serie, 2022)
- Toppen (tv-serie, 2022)
- Hammarskjöld (2023)
- Tak og undskyld (2023)
- Alt og Eva (tv-serie, 2024)